# Pisaura novicia
Pisaura novicia là một loài nhện trong họ Pisauridae.
Loài này thuộc chi Pisaura. Pisaura novicia được Ludwig Carl Christian Koch miêu tả năm 1878.